# 윤진사댁 며느리
《윤진사댁 며느리》는 1976년 3월 1일부터 1976년 6월 30일까지 방영된 MBC 일일연속극이다.

## 등장 인물
- 이영옥
- 정욱
- 최불암
- 고은아
- 정혜선
- 김윤경
- 반효정
- 한인수